# كينتيللا أسياتيكا
كينتيللا أسياتيكا المعروف باسم سرة الأرض الهندي وسرة الأرض الآسيوية، هو نبات عشبي معمر في عائلة النباتات المزهرة الخيمية. موطنها الأراضي الرطبة في آسيا. يستخدم خضارا للطهي وعشبا طبيا.